# Kanton Oyonnax-Nord
Der Kanton Oyonnax-Nord war von 1982 bis 2015 ein französischer Wahlkreis im Département Ain in der Region Rhône-Alpes. Er umfasste einen Teil der Stadt Oyonnax und vier weitere Gemeinden.

## Einwohner
| Bevölkerungsentwicklung | Bevölkerungsentwicklung |
| Jahr                    | Einwohner               |
| ----------------------- | ----------------------- |
| 1990                    | 17.623                  |
| 1999                    | 18.326                  |
| 2006                    | 18.068                  |
| 2011                    | 17.414                  |

## Gemeinden
| Gemeinde   | Einwohner Jahr | Fläche km² | Bevölkerungsdichte | Code INSEE | Postleitzahl |
| ---------- | -------------- | ---------- | ------------------ | ---------- | ------------ |
| Arbent     | 3.410 (2013)   | 23,5       | 145 Einw./km²      | 01014      | 01100        |
| Belleydoux | 327 (2013)     | 17,6       | 19 Einw./km²       | 01035      | 01130        |
| Dortan     | 1.855 (2013)   | 18,1       | 102 Einw./km²      | 01148      | 01590        |
| Échallon   | 765 (2013)     | 28,1       | 27 Einw./km²       | 01152      | 01130        |
| Oyonnax    | 22.258 (2013)  | 36,2       | 615 Einw./km²      | 01283      | 01100        |

(Von Oyonnax gehört nur ein Teilbereich zum Kanton)

## Politik
| Vertreter im conseil général des Départements | Vertreter im conseil général des Départements | Vertreter im conseil général des Départements |
| Amtszeit                                      | Name                                          | Partei                                        |
| --------------------------------------------- | --------------------------------------------- | --------------------------------------------- |
| 2001–2015                                     | Alexandre Tachdjian                           | DVD                                           |